# Hemileccinum
Hemileccinum  Šutara (płowiec) – rodzaj grzybów należący do rodziny borowikowatych (Boletaceae).

## Systematyka
Pozycja w klasyfikacji według Index Fungorum: Hemileccinum, Boletaceae, Boletales, Agaricomycetidae, Agaricomycetes, Agaricomycotina, Basidiomycota, Fungi.
W wyniku prowadzonych w ostatnich latach badań filogenetycznych w obrębie rodzaju Boletus nastąpiły znaczne przetasowania w jego systematyce. Rodzaj Hemileccinum utworzył w 2008 roku czeski mykolog Josef Šutara, aby umieścić w nim dwa gatunki grzybów z rodziny Boletaceae, które łączyło wiele wspólnych cech morfologicznych: H. depilatum i typ H. impolitum. W 2014 r. chiński mykolog Wu wraz z zespołem naukowców odkryli, że gatunki te różnią się od innych rodzajów borowikowatych w molekularnym badaniu filogenetycznym i stwierdzili, że rodzaj ten najbardziej zbliżony jest do Corneroboletus. W 2015 r., trzeci gatunek – H. subglabripes, został przeniesiony do rodzaju Hemileccinum z rodzaju Boletus na podstawie wyników badań DNA. Kolejne badania dodatkowo potwierdziły monofilię rodzaju. W 2016 roku Wu & Yang umieścili w rodzaju kolejne dwa gatunki: H. indecorum oraz H. rugosum.
W 2021 Komisja ds. Polskiego Nazewnictwa Grzybów Polskiego Towarzystwa Mykologicznego zarekomendowała używanie nazwy „płowiec”.

## Gatunki
- Hemileccinum depilatum (Redeuilh) Šutara 2008 – płowiec pofałdowany
- Hemileccinum indecorum (Massee) G. Wu & Zhu L. Yang 2016
- Hemileccinum impolitum (Fr.) Šutara 2008 – płowiec jodoformowy
- Hemileccinum rugosum G. Wu & Zhu L. Yang 2016
- Hemileccinum subglabripes (Peck) Halling 2015

Wykaz gatunków (nazwy naukowe) na podstawie Index Fungorum.